# Kultaranta

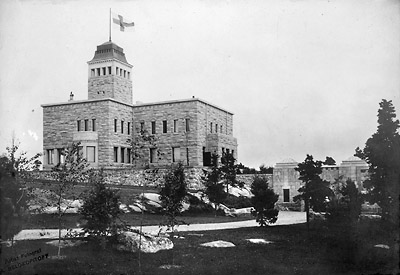
Kultaranta 1920

Kultaranta (schwedisch Gullranda) ist die Sommerresidenz des finnischen Staatspräsidenten.
Sie befindet sich auf der Insel Luonnonmaa in Naantali (schwedisch Nådendal) im Südwesten Finnlands. Das Gebäude aus Granit ist von einem 560.000 m² großen Park umgeben.
Kultaranta wurde von dem finnischen Architekten Lars Sonck zwischen 1914 und 1916 für den Geschäftsmann Alfred Kordelin als Sommerhaus erbaut. Das Haupthaus besteht aus 19 Räumen. 1917, mit dem Tod Kordelins, ging das Eigentum an die Universität Turku über. 1922 entschied das finnische Parlament, das Anwesen dem Staatspräsidenten als Sommerresidenz zur Verfügung zu stellen.
Der Rosengarten mit über 3500 Blumen sowie die Gewächshäuser sind nach vorheriger Anmeldung der Öffentlichkeit zugänglich.

## Kultaranta-Gespräche
Jedes Jahr im Sommer finden auf Kultaranta die sogenannten Kultaranta-Gespräche (Kultaranta-keskustelut) statt, eine zweitägige Diskussionsveranstaltung zum Thema Außen- und Sicherheitspolitik. Das Treffen wurde 2013 von Präsident Sauli Niinistö ins Leben gerufen und wird seither vom Finnischen Institut für internationalen Angelegenheiten organisiert.
Zu den Veranstaltungen sind rund einhundert außen- und sicherheitspolitische Experten aus verschiedenen Teilen der Gesellschaft eingeladen sowie politische Entscheidungsträger, Forscher und Vertreter von Verwaltung, Wirtschaft, Organisationen und Medien.
Im Jahr 2019 wurde das Treffen durch Bundespräsident Frank-Walter Steinmeier eröffnet.